# Église Saint-Malo de Valognes
Pour les articles homonymes, voir Église Saint-Malo.
L'église Saint-Malo de Valognes est un édifice catholique, en grande partie détruit lors des bombardements de la Normandie en juin 1944 puis reconstruit, qui se dresse sur le territoire de la commune française de Valognes, dans le département de la Manche, en région Normandie. L'édifice est classée au titre des monuments historiques.

## Localisation
L'église est située sur la commune de Valognes, dans le département français de la Manche.

## Historique

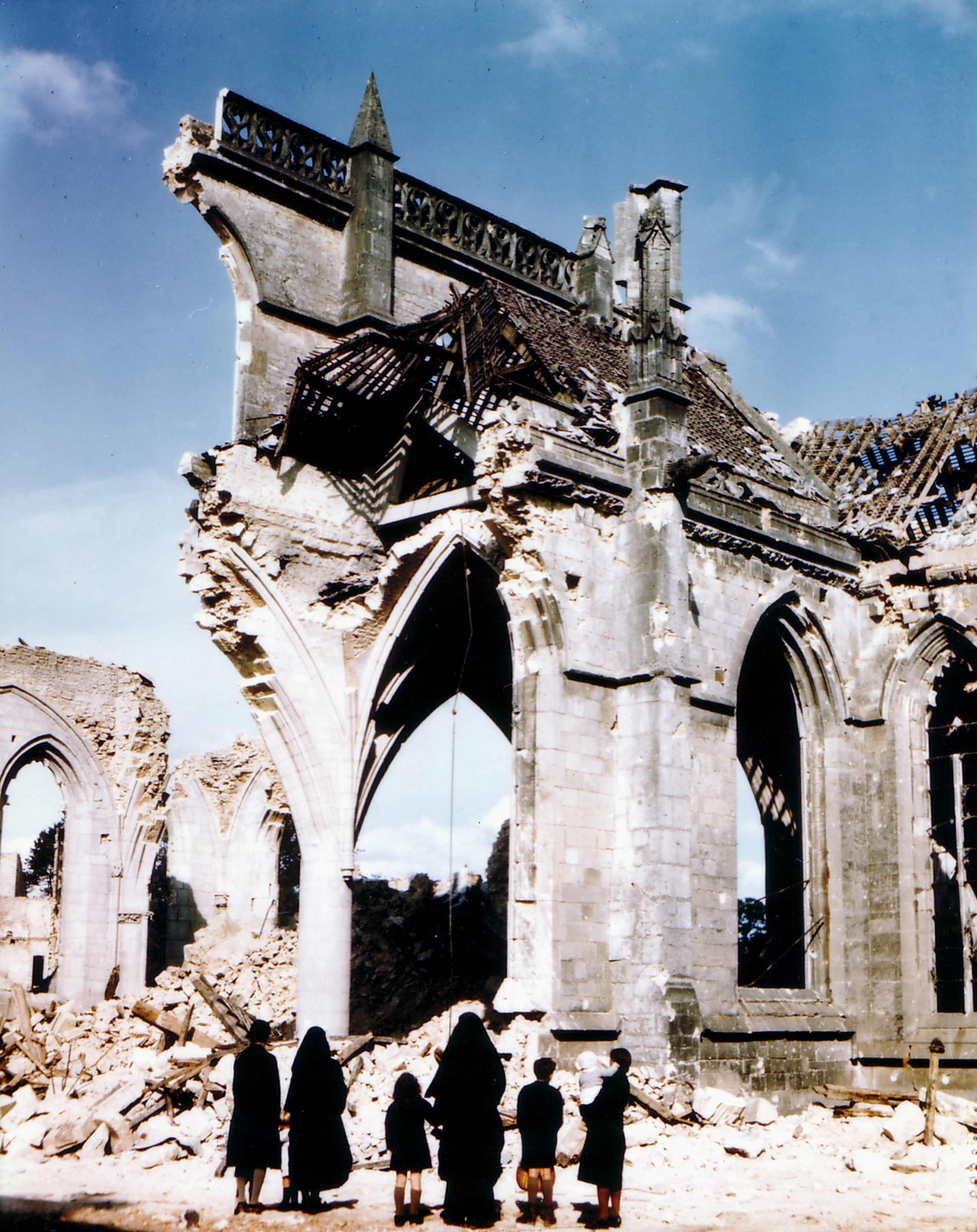
L'église Saint-Malo en août 1944.

L'église, qui fut bâtie sur les ruines de la chapelle ducale Sainte-Marie, construite au XIe siècle par Guillaume le Conquérant, est reconstruite à partir de 1420, pendant la guerre de Cent Ans, ce qui témoigne d'un début de redressement économique, malgré l'occupation anglaise. Les travaux dureront jusqu'au début du XVIe siècle.
En 1530, un Simon Le Febvre, prêtre, est maistre des escolles de Valognes, et à partir de 1547 chapelain d'une des chapelles de l'église Saint-Malo. En 1532 est fondée la chapelle de la confrérie du Saint-Sépulcre ; confrérie à laquelle sera admis Jean Le Fèvre de Haupitois (1577-1641), l'époux de Marguerite de Ravalet.
En 1580, l'église est érigée en collégiale pour douze chanoines et deux maîtres d'école, privilège qui fut révoqué en 1698 par le Parlement de Rouen.
L'église fut sérieusement endommagée lors des bombardements de juin 1944.

## Description
De l'église construite entre 1430 et 1540, il ne reste rien de sa nef du XVe siècle, ni de son dôme central byzantin, œuvre de Richard Gobey, du début du XVIIe siècle}. Il ne subsiste de l'église, d'avant sa ruine en juin 1944, qu'une partie du côté droit du croisillon et son chevet gothique flamboyant qui ont pu être restauré. Son chœur rayonnant fut édifié par la riche bourgeoisie marchande sous le règne réparateur de Louis XI.
Le porche du portail occidental, qui à également été détruit pendant la Seconde Guerre mondiale, présentait l'un des premiers témoins de l'art de la Renaissance en Cotentin. Il arborait un pilier central annelé, orné d'écailles, des voûtes en croisées d'ogives et un arc en accolade ; l'ensemble étant sculpté, comme les tympans ou étaient figurés « deux éléphants portant deux châteaux et l'arbre généalogique de la Vierge », qui avaient été endommagés lors des guerres de Religion.
Insérée sur un mur extérieur, on peut voir une pierre tombale armoriée sur laquelle figurent les armes de Pierre Le Roux : de gueules au chevron d'or accompagné de trois roses d'argent, 2 et 1, écuyer, sieur de Giberpray, mort le 1er mai 1739 et de R. Françoise Grip de Savigny.
Les textes donnés dans la bibliographie[pas clair] décrivent l'état de l'église et de son mobilier avant les destructions qui ont résulté des bombardements au cours de la bataille de Normandie, les 6, 7 et 8 juin 1944. La nef et ses bas-côtés, la tour-lanterne et son dôme ont complètement disparu. Après la Seconde Guerre mondiale, le service des monuments historiques a « décidé de restaurer le chœur suivant toutes les servitudes de l'archéologie et de l'histoire, mais de laisser reconstruire la nef en utilisant les techniques actuelles ». Elle fut rouverte au culte le 27 décembre 1964.
L'orgue, construit en 1969 par la manufacture Beuchet-Debierre, n'est plus entretenu par un facteur d'orgues depuis 2018, et son état dégradé nécessite une restauration complète ; il est muet depuis 2023.

## Protection
L'église est classée au titre des monuments historiques par arrêté du 5 août 1920.

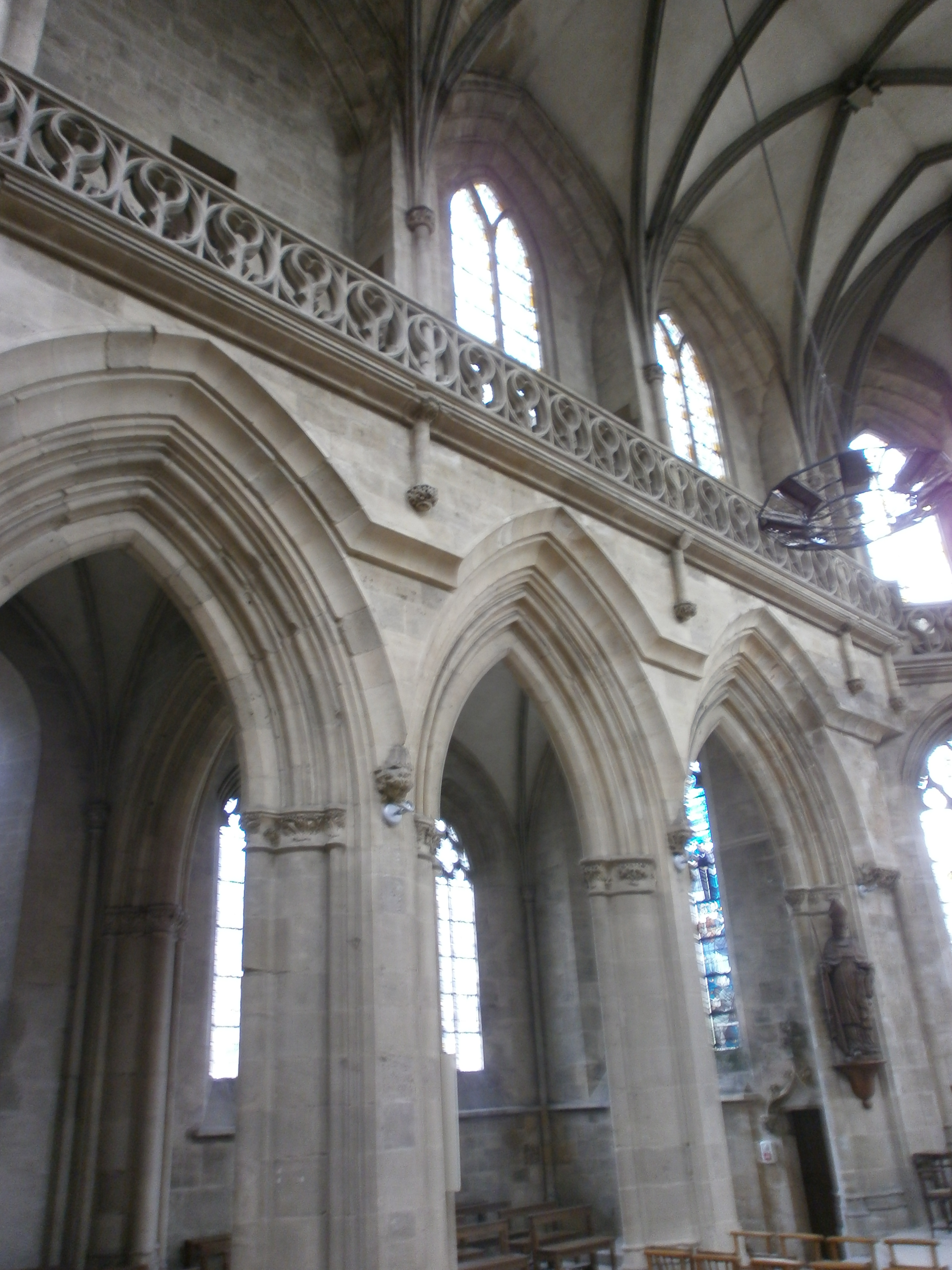
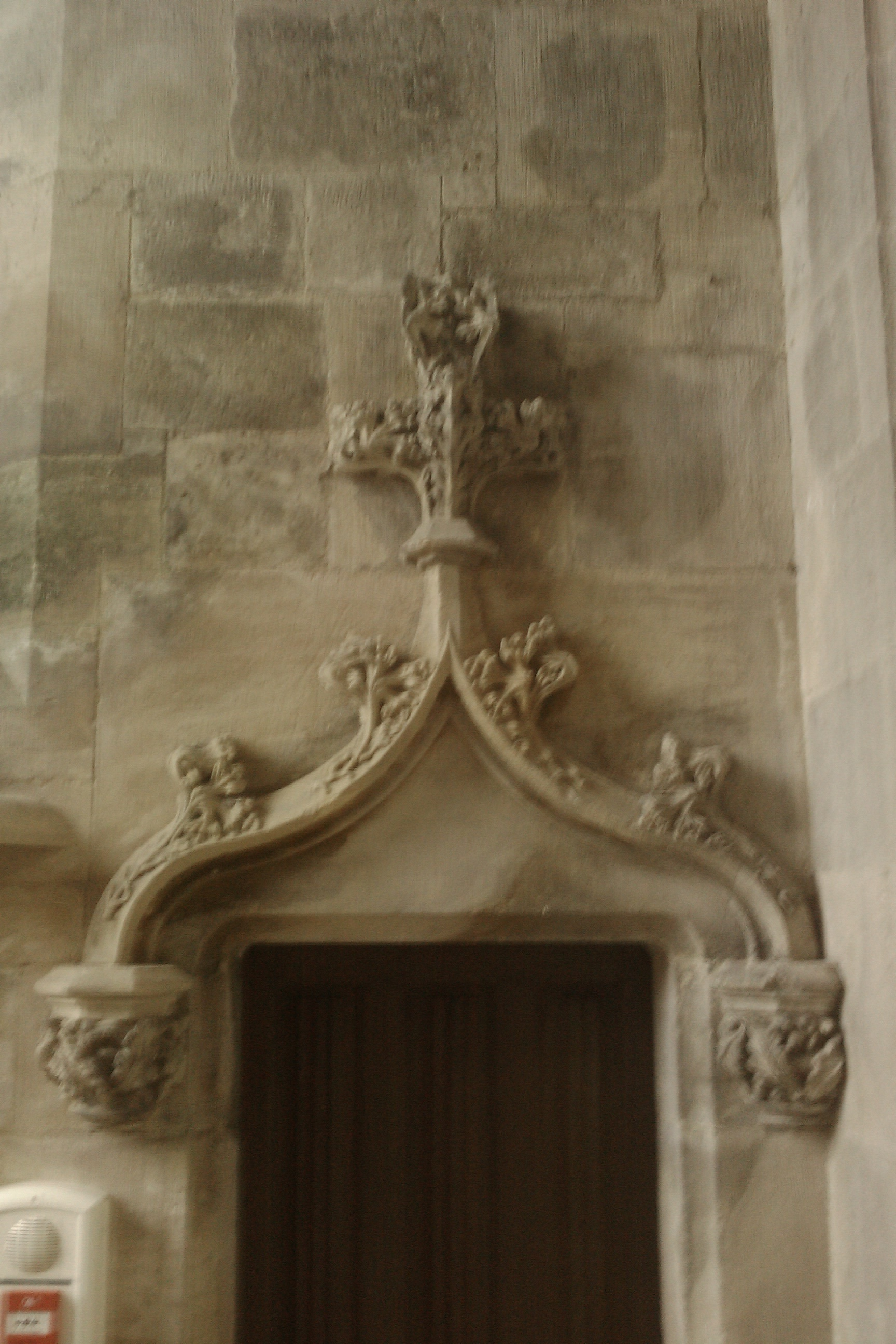
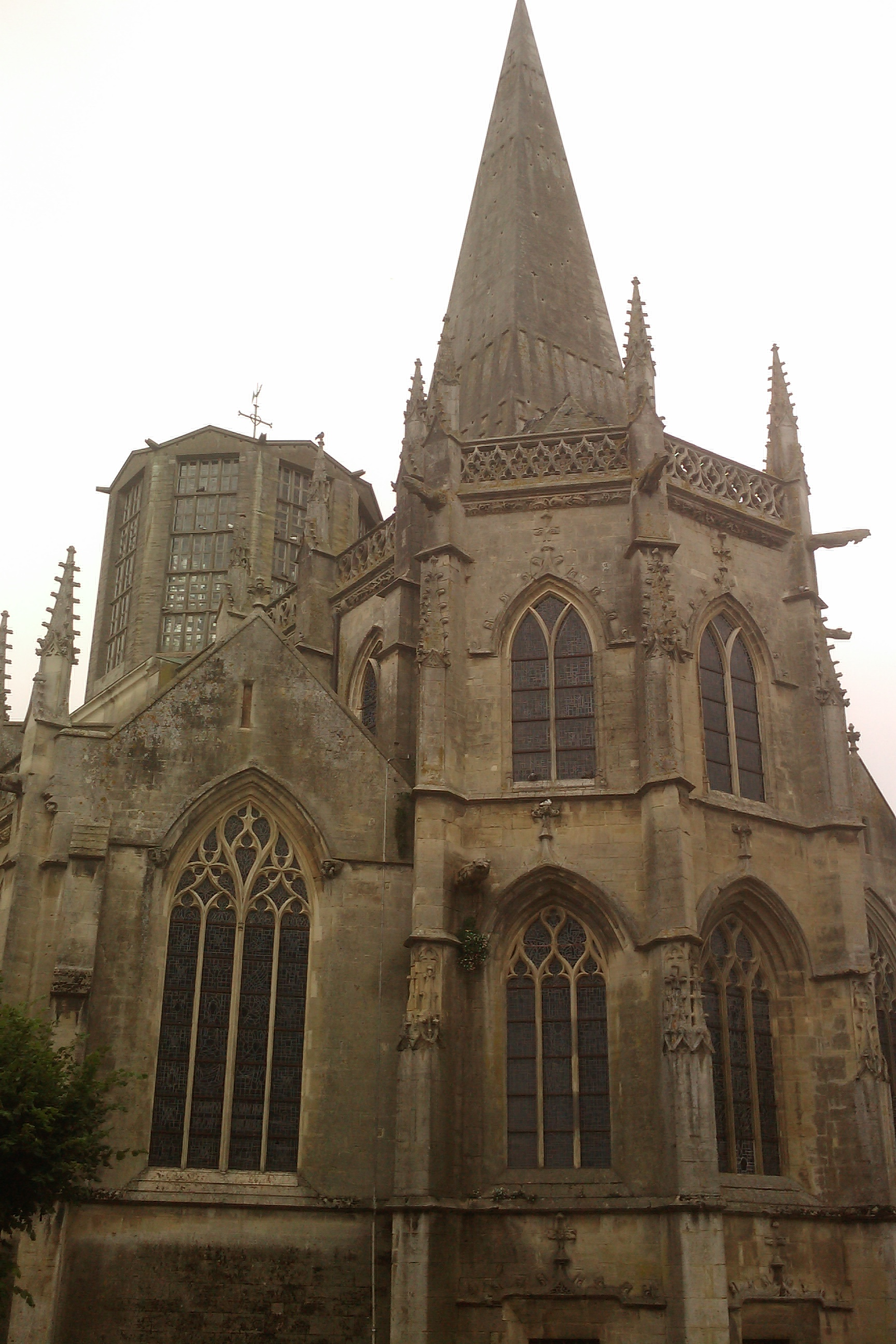

## Mobiliers
- Statue de saint Jean-Baptiste par Roland Guillaumel (baptistère).
- Fresque de l' Assomption de la Vierge et peinture à l'huile sur bois :  Baptême du Christ (baptistère) par Lucien Jeay (1911-1997).